# Ingeborg Grässle
Ingeborg Grässle este un om politic german, membru al Parlamentului European în perioada 2004-2009 din partea Germaniei.
1. ↑  Katalog der Deutschen Nationalbibliothek, accesat în 18 ianuarie 2025
2. ↑   https://www.bundestag.de/abgeordnete/biografien/G/graessle_ingeborg-860112, accesat în 25 octombrie 2021 Lipsește sau este vid: |title= (ajutor)
3. ↑  Deputații în Parlamentul European